# ヨードホルム

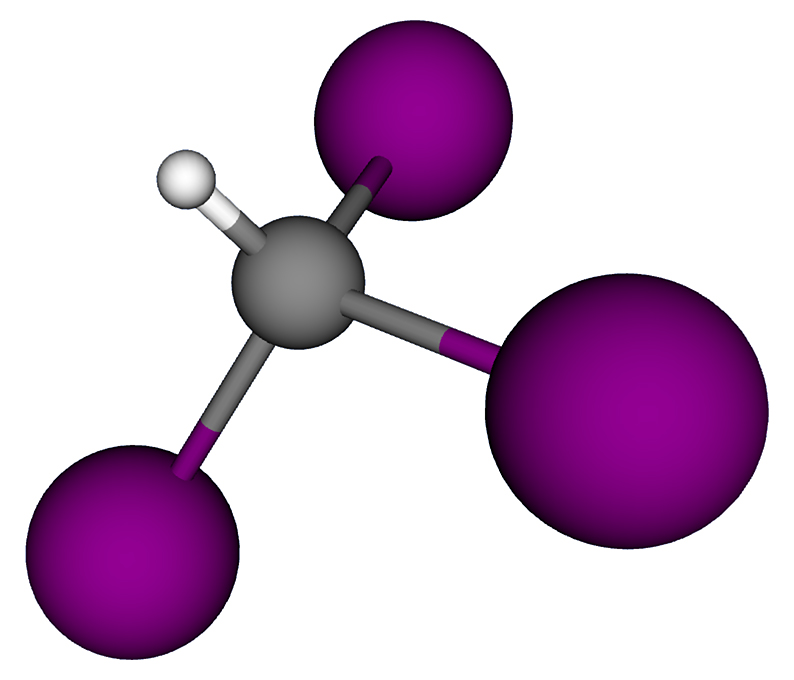
ball and stick model

ヨードホルム (Iodoform) (沃度ホルム)は、化学式CHI3の化合物である。トリハロメタンの一種である。水に不溶であるが、ジエチルエーテル、エタノールには可溶である。IUPAC名はトリヨードメタン (Triiodomethane) である。

## 性質・用途
黄色の結晶性固体で、殺菌剤等に使われる。

## 製法
アルコール或いはアセトンに、ヨウ素と水酸化ナトリウムを入れると得られる。

## 利用
ヨードホルムは殺菌剤として小規模に利用されている。
20世紀初頭ごろ、ヨードホルムは傷に対する治療や消毒のための医薬品として用いられた。しかし現在では、 この目的での利用はより優れた消毒剤に取って代わられている。
アドルフ・ヒトラーの母親であるクララ・ヒトラーは、乳癌の治療のために使われたヨードホルムに対する中毒によって亡くなった。

## 関連項目

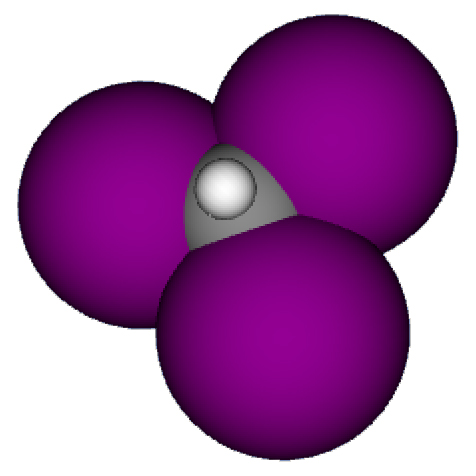
atomic model